# Menthue
La Menthue ou Mentue, est une rivière suisse. Elle se jette dans le lac de Neuchâtel à proximité d'Yvonand.

## Hydronymie
L'origine du nom de la Menthue n'est pas claire. En 1230, il est fait mention d'un gué wadum ementuje traversant une rivière du nom de Mentuye, qui par métathèse pourrait dériver de Mentive ou Iument comme nous le verrons plus loin. Certains y ont vu une origine celtique avec la racine men signifiant pierre ou rocher, qui apparaît par exemple dans le mot celtique menhir. Le nom de la rivière pourrait signifier selon cette étymologie l'eau qui traverse les rochers. Le cours d'eau traverse en effet des vallons escarpés de molasse. Cependant, de nombreux toponyme avec la racine "ment-" ou "mant-" sont retrouvés dans d'autres régions comme les Pyrénées et la Corse. La Corse étant une région épargnée par les invasions celtes, il se pourrait que l'origine du nom Menthue ait une origine ligure, et appartienne à la culture pré-celtique d'origine méditerranéenne. La racine "ment-" ou "mant-" serait donc rattachée à la notion de "route" ou de "passage", témoignant peut-être d'un moyen à cette époque de se frayer un passage à cheval dans la végétation encore peu défrichée du plateau suisse. Cette origine pourrait aller de pair avec l'origine du toponyme Yvonand qui est à rapprocher d'Épona ou poenina, la déesse équine qui a donné le nom aux Alpes pennines. On retrouve d'ailleurs plusieurs toponymes voisins dans la région : le rù de l'Epena, Pomy, Villars-Epeney ou Peney-le-Jorat aux sources de la Menthue. Enfin, pour donner crédit à la nature équine de cette rivière, pensons au terme latin iumentum, la bête de somme ou la jument, anagramme de Mentuye le plus vieux nom attesté de cette rivière.

## Géographie
La Menthue naît dans les Monts des Lex au nord du Jorat - une forêt sur le nord de Lausanne. Elle naît de la confluence de deux ruisseaux : le ruisseau du Lex et le ruisseau de la Rosse. Son cours se dirige vers le nord en et sert de limite communale entre Poliez-Pittet et Jorat-Menthue dont elle récupère les eaux de la station d'épuration de Villars-Tiercelin. Elle continue à jouer le rôle de limite entre communes. Lorsqu'elle passe près de Montaubion-Chardonney et Dommartin, elle fait office de frontière entre Montilliez et Jorat-Menthue puis Montanaire, entre Naz et Peyres-Possens. Arrivée au point de triple limite entre Montanaire, Montilliez et Fey, elle est rejointe par le Botterel. Faisant toujours office de limite, elle continue entre Bercher et Boulens, et arrivée au point de triple limite entre Bercher, Boulens et Montanaire, l'Oulaire afflue dans la Menthue. Plus loin, au point de limite entre Ogens, Oppens et Bioley-Magnoux, c'est l'Augine qui y afflue. Puis, pour la première fois la rivière ne marque pas de limite entre des communes et coule entièrement sur le territoire de la commune de Bioley-Magnoux. Là, le Sauteru afflue. Elle arrive sur la commune de Donneloye et juste après Gossens, le ruisseau du Lin afflue suivi 130 m plus en aval par les Vernettes. Peu après, elle récupère les eaux de la station d'épuration de Donneloye. La Menthue continue dans un vallon escarpé où elle marque la limite entre les communes de Cronay et Donneloye, puis elle arrive sur la commune d'Yvonand où elle est rejointe par le ruisseau des Vaux, puis elle arrive à son embouchure dans le lac de Neuchâtel,,.
Le bassin versant de la Menthue est de 105 km2.

### Hydrologie
À Yvonand, au lieu-dit La Mauguettaz, le débit annuel moyen de la Menthue est de 2,19 m3/s pour 2013. Durant cette même année, le débit de pointe le plus élevé est atteint le 25 décembre avec 46,2 m3/s, et ce même jour, un débit moyen de 14,7 m3/s. Le débit minimum moyen journalier lui est atteint les 4 et 5 septembre avec 0,41 m3/s.

## Faune
La Menthue abrite plusieurs espèces de poissons et notamment des truites Fario. En 2012, l'inspection de la pêche du canton de Vaud relève la capture de 1 196 truites fario, 3 truites arc-en-ciel et 4 ombres pour les salmonidés. Elle relève aussi la capture de 30 vairons, 3 perches et 1 chevaine.

## Héraldique

Armoiries de la commune d'Oppens.

La Menthue joue le rôle de frontière communale. C'est pourquoi elle apparaît sur les armoiries de la commune d'Oppens. Celles-ci se blasonnent ainsi : De sinople à trois fasces ondées d'argent, au chef du même chargé d'une lettre O gothique d'or. Les trois fasces ondées représentent les trois cours d'eau principaux qui irriguent le territoire d'Oppens : la Greyle à l'ouest, le Sauteru au centre et la Menthue à l'est.